# Hyllningsalbum
Ett hyllningsalbum (tributalbum eller hyllningsskiva) är ett album där en artist eller grupp tolkar någon annans musik som en hyllning till upphovsmannen eller för att visa sin uppskattning av upphovsmannens produktion. Det förekommer också att olika grupper och artister medverkar på samma hyllningsskiva.
Företeelsen med hyllningsalbum utvecklades ur företeelsen att göra cover av andra artisters musikstycken, men utökat till hela album. Det har förekommit åtminstone sedan slutet på 1960-talet. Ett exempel från denna tid är Hollies Sing Dylan där The Hollies tolkar Bob Dylan.
Med tiden började större skivbolag inse fenomenets kommersiella potential och började orkestrera hyllningsalbum med de artister man hade under kontrakt. Det innebar ibland att artister som ville bidra till ett hyllningsalbum inte kunde göra det om de tillhörde ett konkurrerande skivbolag.